# Die Kunst des Verlierens (David Trueba)
Die Kunst des Verlierens (span. Saber perder) ist ein Roman des spanischen Schriftstellers David Trueba aus dem Jahr 2008, der eine soziale Momentaufnahme der spanischen Mittelschicht vor der Wirtschaftskrise festhält und als „Fotografie der spanischen Realität“ angesehen werden kann. Wie der Titel bereits andeutet, geht es im Kern um Verlusterfahrungen, wobei diese nicht immer als wirklicher Verlust zu verstehen sind.

## Handlung
Der Roman spielt in Madrid zwischen Spätsommer 2004 und Frühling 2005 und fächert sich in drei Haupthandlungen auf, die an drei Figuren gebunden sind, die wiederum drei Generationen repräsentieren: Die älteste unter ihnen ist der 73-jährige Leandro, der Vater des 45-jährigen Lorenzo, der seinerseits Vater der 16-jährigen Sylvia ist. Die Familie hat ihren Zusammenhalt weitgehend verloren, denn die drei Hauptfiguren haben sich voneinander entfremdet und wissen nicht, was eigentlich in den anderen vorgeht.
Leandro, der Großvater der Familie, verliert seine Frau Aurora, die gegen Ende des Romans an einer Krebserkrankung stirbt. Leandro verliert hierüber seine moralische und ethische Orientierung und gerät bei einem Bordellbesuch in Abhängigkeit von der nigerianischen Prostituierten Osembe, die ihn in den Ruin treibt.
Lorenzo, der Sohn Leandros, wird von seinem Compagnon Paco betrogen und verliert dadurch vorübergehend seine beruflichen Perspektiven. Auch er verliert seine moralisch-ethische Grundlage und tötet Paco – wenn auch nicht vorsätzlich – in dessen Garage. Weiterhin hat seine Frau Pilar ihn verlassen und ist mit ihrem neuen Partner nach Zaragoza gezogen. Auch seine Beziehung mit der Ecuadorianerin Daniela, die sich illegal in Spanien aufhält, scheitert letztendlich, nachdem diese wegen Lorenzo ihre Arbeit verliert.
Sylvia, die Tochter Lorenzos, hat noch zwei Jahre bis zum Abitur zu absolvieren und bleibt daher nach der Trennung ihrer Eltern bei ihrem Vater, auch wenn beide nur wenig und sehr oberflächlich miteinander kommunizieren. Im Zuge eines Autounfalls lernt sie den zwanzigjährigen argentinischen Profifußballer Ariel kennen, der bei einem mächtigen Madrider Verein spielt. Sie geht mit ihm eine Beziehung ein, verliert ihn aber schlussendlich dadurch wieder, dass er an einen britischen Club verkauft wird.

## Die spanische Gesellschaft inDie Kunst des Verlierens

### Wirtschaft
Der Roman zeichnet ein Spanien des Wohlstands, das der ehemalige Regierungspräsident José Luis Rodríguez Zapatero 2007 in der „Champions League“ der Weltwirtschaftsmächte spielen sah. Ohne einen direkten Zusammenhang zu wirtschaftlichen Prozessen herzustellen oder in eine oberflächliche Kapitalismuskritik zu verfallen, zeigt Trueba die Kehrseiten des wirtschaftlichen Höhenflugs auf, wie etwa die hierdurch hervorgerufene Einsamkeit und Entfremdung in der Gesellschaft.

### Migration
Jedem der drei Protagonisten ist eine Figur mit Migrationshintergrund zugeordnet, mir der sie hinter dem Rücken der Familie eine Art Parallelleben führt. Obwohl die Migranten einen sehr unterschiedlichen sozialen Status haben, zeichnet sich auch ihr Leben durch Verlusterfahrungen aus, die erste und offensichtlichste darunter der Verlust ihrer Heimat. Zudem werden alle drei Figuren in ihrem Bereich auf spezifische Weise ausgebeutet und bleiben von der spanischen Gesellschaft weitgehend separiert. Diese Figurenkonstellation – drei Spanier in Liebesbeziehungen mit drei Migranten – kann daher als eine experimentelle Anordnung verstanden werden, in der neue soziale Bindungen durchgespielt werden.

### Fußball
Ein wichtiges Thema des Romans ist auch der kommerzielle Fußball, von dessen politischer und wirtschaftlicher Macht Trueba ein ambivalentes Bild zeichnet. Es spiegelt sich in den kontroversen Haltungen der Romanfiguren Lorenzo und Sylvia, vor allem aber im Schicksal von Ariel wider. Als Spieler ist er den Entscheidungen der Fußball-Industrie ausgesetzt, deren Vertreter neben ihrer wirtschaftlichen Reichweite die Berichterstattungen in der Presse kontrollieren. Ariels Verein kann daher auch kurzerhand vertragsbrüchig werden und den nicht mehr erwünschten Spieler nach Großbritannien verkaufen.

## Objektivität durch chorales Erzählen
Auch wenn in Die Kunst des Verlierens kritisches Potenzial enthalten ist, lenkt Trueba niemals direkt die Meinungsbildung des Lesers, sondern stellt Pro und Contra unkommentiert nebeneinander. Anstatt zu dirigieren, verschwindet der Erzähler durch objektivierende Erzähltechniken hinter Handlung und Figuren, deren Subjektivität in den Vordergrund rückt.
Diese chorale Technik privilegiert keine der subjektiven Wahrnehmungen und damit keine Wahrheiten, sondern stellt die Perspektiven nebeneinander, um das Kollektiv zu inszenieren. Damit wendet sich Trueba von konventionellen heroischen Figurenkonzeptionen ab und versucht die Gesellschaft als dynamischen Prozess der Aushandlung zwischen Figuren in unterschiedlichen Entwicklungsstadien zu erfassen.

## Rezeption und Preise
Die Kunst des Verlierens wurde von der Kritik einhellig gelobt und erhielt in seinem Erscheinungsjahr den Literaturpreis Premio Nacional de la Crítica. Darüber hinaus wurde der Roman 2008 von der spanischen Zeitschrift El Cultural als bestes fiktionales Werk des Jahres ausgezeichnet. 2010 zählte Die Kunst des Verlierens schließlich zu den fünf Finalisten für den französischen Literaturpreis Prix Médicis étranger.
Der Text erschien 2011 in einer gelungenen deutschen Übersetzung von Peter Schwaar bei Kiepenheuer & Witsch (ISBN 978-3-462-04180-4).